# Падњевко
Падњевко (пољ. Padniewko), је село у централној Пољској у Војводству Кујавско-Поморје, у Могилењском повјату (powiat mogileński), у општини Могилно. Налази се у близини пољског града Могилно. Површина сеоског атра је 4,93 km².
По попису из 2006. године село има 400 становника. 